# River (Engeland)
River is een civil parish in het bestuurlijke gebied Dover, in het Engelse graafschap Kent met 3876 inwoners.